# Уда (станция)
Уда́ — узловая техническая железнодорожная станция Октябрьской железной дороги на 769,42 км Мурманской железной дороги.

## Общие сведения
Станция расположена в нежилом посёлке Большая Уда Сосновецкого сельского поселения Беломорского района Республики Карелия. К станции примыкают два однопутных перегона в чётном направлении: Уда — Горелый мост и Уда — блокпост 791 км (в обход Беломорска) и двухпутный перегон Уда — Сосновец в нечётном направлении.

В 2014 году произведён капитальный ремонт остановочной платформы: отремонтирован бортовой камень, покрытие платформы, произведена укладка тротуарной плитки, обновление малых архитектурных форм и установка ограждения.

Изначально разъезд Уда находился на 765,2 км, в четырёх километрах от нынешнего месторасположения станции.
Станция названа из-за протекающей рядом реки Уды. Ближайший жилой населённый пункт — посёлок Золотец, с которым станция связана грунтовой дорогой.

## Обвод Уда — блокпост 791 км
От чётной (северной) горловины станции Уда до блокпоста 791 км отходит так называемый обвод Уда-б/п 791 км. Он представляет собой однопутную линию длиной 18 км и предназначен для обхода грузовыми поездами крупной узловой станции Беломорск. Электрифицирована в 1997 году.

## Пассажирское сообщение
По состоянию на 2019 год по станции отсутствует пригородное движение. пассажирские поезда дальнего следования тарифной стоянки на станции не имеют.